# ماکائو ایر ترنسپورت کمپانی
ماکائو ایر ترنسپورت کمپانی (به انگلیسی: Macau Air Transport Company) یک شرکت هواپیمایی است که در ۱۹۴۸ میلادی تأسیس شده‌است. دفتر مرکزی ماکائو ایر ترنسپورت کمپانی در هنگ کنگ واقع شده‌است و به ۲ مقصد، پرواز انجام می‌دهد.